# 合成繊維

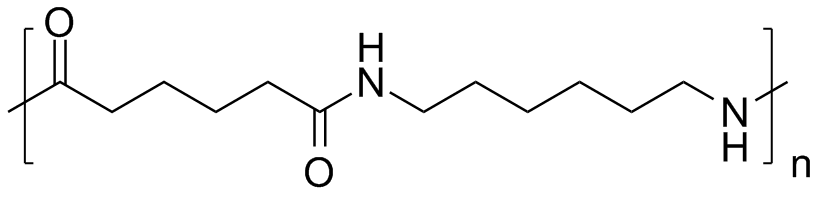
6,6-ナイロン

合成繊維（ごうせいせんい、英: synthetic fiber）とは、低分子の製造原料から合成によりつくられた高分子の組成の化学繊維。合繊と略す。合成高分子の構造には縮合高分子の繊維（ナイロンやポリエステル）と重合高分子の繊維（アクリルやポリプロピレン）がある。
1935年にウォーレス・カロザースが合成した 6,6-ナイロン が世界初の合成繊維である。天然化合物を原料として、化学的に加工して得た繊維は、19世紀から使用されてきた人絹（人造絹糸）にさかのぼる（項目: レーヨン、ビスコース を参照）。
ナイロン、ポリエステル、アクリルを『三大合成繊維』と呼ぶ。

## 分類
- ポリアミド系 - ナイロン（ナイロン6、ナイロン66など）[1]
- ポリエステル系 - ポリエステル（テトロンなど）[1]
- ポリウレタン系 - ポリウレタン[1]
- ポリビニルアルコール系 - ビニロン[1]
- ポリアクリロニトリル系 - エクスラン、カシミロンなど[1]
- ポリ塩化ビニル系 - テビロン、エンビロンなど[1]
- ポリプロピレン系 - パイレンなど[1]
- ポリエチレン系 - ポリエチレン[1]
- ポリスチレン系 - ポリスチレン[1]

その他